# Gulfstream IV
Gulfstream IV (tudi G-IV ali GIV) je serija dvomotornih reaktivnih poslovnih letal ameriškega proizvajalca Gulfstream Aerospace iz Savanne, Georgia. Delo na G-IV se je začelo marca 1983, kot povečan Gulfstream III z novimi in močnejšimi motorji. Na podlagi G-IV so pozneje zgradili model Gulfstream V. Skupno so zgradili več kot 535 letal. 
Letalo uporabljajo tako civilni kot vladni in vojaški uporabniki.

## Specifikacije
|                           | GIV                                       | GIV-SP                                    | G350                                      | G450                                      |
| ------------------------- | ----------------------------------------- | ----------------------------------------- | ----------------------------------------- | ----------------------------------------- |
| Posadka                   | 2                                         | 2                                         | 2                                         | 2                                         |
| Kapaciteta sedežev        | 14-19                                     | 14-19                                     | 19 (največ) 12-16 (tipično)               | 19 (največ) 12-16 (tipično)               |
| Dolžina                   | 88 ft 4 in (26,9 m)                       | 88 ft 4 in (26,9 m)                       | 89 ft 4 in (27,2 m)                       | 89 ft 4 in (27,2 m)                       |
| Razpon kril               | 77 ft 10 in (23,7 m)                      | 77 ft 10 in (23,7 m)                      | 77 ft 10 in (23,7 m)                      | 77 ft 10 in (23,7 m)                      |
| Višina                    | 24 ft 5 in (7,44 m)                       | 24 ft 5 in (7,44 m)                       | 25 ft 2 in (7,67 m)                       | 25 ft 2 in (7,67 m)                       |
| Maks. vzletna teža (MTOW) | 73.200 lb (33.200 kg)                     | 74.600 lb (33.800 kg)                     | 70.900 lb (32.200 kg)                     | 73.900 lb (33.500 kg)                     |
| Teža praznega letala      | 35.500 lb (16.100 kg)                     | 35.500 lb (16.100 kg)                     | 42.700 lb (19.400 kg)                     | 43.000 lb (19.500 kg)                     |
| Potovalna hitrost         | Mach 0,80 (460 vozlov, 528 mph, 850 km/h) | Mach 0,80 (460 vozlov, 528 mph, 850 km/h) | Mach 0,80 (460 vozlov, 528 mph, 850 km/h) | Mach 0,80 (460 vozlov, 528 mph, 850 km/h) |
| Največja hitrost          | Mach 0.88 (505 vozlov, 581 mph, 935 km/h) | Mach 0.88 (505 vozlov, 581 mph, 935 km/h) | Mach 0.88 (505 vozlov, 581 mph, 935 km/h) | Mach 0.88 (505 vozlov, 581 mph, 935 km/h) |
| Dolet                     | 4.220 nmi (7.820 km; 4.860 mi)            | 4.220 nmi (7.820 km; 4.860 mi)            | 3.800 nmi (7.040 km; 4.370 mi)            | 4.350 nmi (8.060 km; 5.010 mi)            |
| Višina leta (servisna)    | 45.000 ft (13.700 m)                      | 45.000 ft (13.700 m)                      | 45.000 ft (13.700 m)                      | 45.000 ft (13.700 m)                      |
| Motor (×2)                | Rolls-Royce Tay 611-8 (turbofan)          | Rolls-Royce Tay 611-8 (turbofan)          | Rolls-Royce Tay 611-8C (turbofan)         | Rolls-Royce Tay 611-8C (turbofan)         |